# Hesionidae

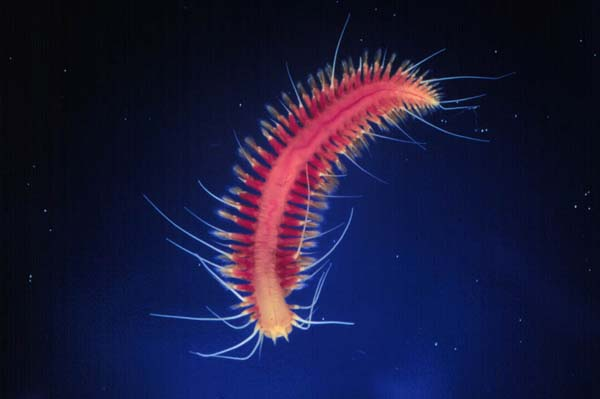
Sirsoe methanicola frisst Bakterien, die auf Methaneis leben

Hesionidae ist der Name einer Familie eher kleiner, meist sich räuberisch oder als Aasfresser, seltener von Bakterien oder Detritus ernährender, frei lebender Vielborster (Polychaeta), die in Meeren weltweit zu finden sind.

## Merkmale
Die Vielborster der Familie Hesionidae werden bis zu 5,5 cm lang und zählen bis zu 80 Segmente. Sie haben als charakteristische Autapomorphie vorn 2 bis 4 miteinander verschmolzene Segmente mit wohl entwickelten, tassenförmigen Cirrophoren, in denen die oft durch Aciculae gestützten 4 bis 8 Paar Tentakel-Cirren sitzen, im Übrigen aber einen nicht in Abschnitte gegliederten Körper mit durchgehend ähnlichen Segmenten, an deren Parapodien die zerbrechlichen dorsalen Cirren direkt oder mit einer verkümmerten Cirrophore ansetzen. Das Prostomium ist deutlich abgesetzt und trägt meist ein Paar Antennen, manchmal eine einzelne Mittelantenne, selten zwei Paar oder keine, außerdem fast immer auch ein Paar gegliederter Palpen an der Bauchseite. Die Nuchalorgane sitzen in Form bewimperter Flecken an hinteren Fortsätzen des Prostomiums. Das Peristomium ist zu Lippen um den Mund herum reduziert.
Die Parapodien sind zweiästig, wobei die Notopodien stets kleiner als die Neuropodien sind. Sowohl dorsal als auch ventrale Cirren sind stets vorhanden, wobei letztere oft sehr lang sind und auch geringelt sein können. Auch Aciculae sind immer vorhanden. Die Borsten an den Notopodien sind, soweit vorhanden, einfach, die Borsten an den Neuropodien zusammengesetzt und sicheltragend. Am Pygidium sitzt ein Paar Cirren.
Der Pharynx besteht aus einem vorderen und hinteren Abschnitt und kann Kiefer, Zähnchen oder weiche Papillen in einem Endring tragen. Die Nephridien sind meist als Mixonephridien ausgebildet.

## Lebensraum
Die Hesionidae sind in Meeren weltweit meist unterhalb der Gezeitenzone bis in die Tiefsee verbreitet, wobei auf den Kontinentalschelfen besonders viele Arten und Individuen gefunden werden. Sie leben sowohl auf harten, felsigen Untergründen als auch auf weichem Sediment und treten selten in großer Individuenzahl auf. Arten der Gezeitenzone sind weitgehend auf das Sandlückensystem beschränkt.

## Entwicklungszyklus
Die Hesionidae sind allgemein getrenntgeschlechtlich, doch gibt es etwa bei Hesione pantherina protandrischen Hermaphroditismus. In den Gattungen Hesionides und Microphthalmus, die Sandlückensysteme bewohnen, gibt es auch simultane Zwitter. Manche Arten der Hesionidae schwimmen aktiv. Bei größeren Arten tritt die Geschlechtsreife im Alter von etwa 2 Jahren ein. Die Tiere können sich in ihrem Leben mehrmals paaren.
Bei drei Arten der Hesionidae im verschmutzten Oslofjord (Norwegen) entwickeln sich die dotterlosen Eier, nachdem sie im freien Meerwasser befruchtet worden sind, zu frei schwimmenden Larven, die sich von Plankton ernähren. Nach 1 bis 2 Monaten sinken die Larven nieder und metamorphosieren zu kriechenden Tieren, deren Keimdrüsen erst im zweiten Lebensjahr beginnen, sich zu entwickeln.
Ungeschlechtliche Vermehrung bei den Hesionidae ist unbekannt.

## Ernährung
Soweit bekannt, sind die meisten Hesionidae Fleischfresser oder Aasfresser. Arten der Gattung Podarke bevorzugen offenbar Ruderfußkrebse der Ordnung Harpacticoida als Beutetiere. In den Gattungen Ophiodromus und Nereimyra finden sich sowohl Beutegreifer als auch Aasfresser. Dabei gibt es aktiv jagende wie auch Arten, die in ihren Höhlen auf vorbeikommende Beute warten. Diese wird durch chemische Sinneszellen oder Berührung mit den Cirren wahrgenommen. Sirsoe methanicola lebt dagegen auf Methaneis, wo sie Bakterien von Substrat abweidet.

## Gattungen
Die rund 150 Arten der Familie Hesionidae werden zu 3 Unterfamilien mit 32 Gattungen gerechnet:
- Hesioninae Grube, 1850
  - Dalhousiella McIntosh, 1901
  - Hesione Lamarck, 1818
  - Leocrates Kinberg, 1866
  - Leocratides Ehlers, 1908
  - Lizardia Pleijel & Rouse, 2005
  - Pleijelius Salazar-Vallejo & Orensanz, 2006
- Ophiodrominae Pleijel, 1998
  - Amphiduropsis Pleijel, 2001
  - Amphiduros Hartman, 1959
  - Neogyptis Pleijel, Rouse, Sundkvist & Nygren, 2012
  - Parahesione Pettibone, 1956
  - Gyptis Marion, 1874
  - Hesiobranchia Ruta & Pleijel, 2006
  - Hesiodeira Blake & Hilbig, 1990
  - Hesiolyra Blake, 1985
  - Heteropodarke Hartmann-Schröder, 1962
  - Mahesia Westheide, 2000
  - Oxydromus Grube, 1855
  - Podarkeopsis Laubier, 1961
  - Sinohesione Westheide, Purschke & Mangerich, 1994
- Psamathinae Pleijel, 1998
  - Bonuania Pillai, 1965
  - Hesiocaeca Hartman, 1965
  - Hesiospina Imajima & Hartman, 1964
  - Micropodarke Okuda, 1938
  - Nereimyra Blainville, 1828
  - Psamathe Johnston, 1836
  - Sirsoe Pleijel, 1998
  - Syllidia Quatrefages, 1865
  - Vrijenhoekia Pleijel, Rouse, Ruta, Wiklund & Nygren, 2008
- ohne Unterfamilie
  - Elisesione Salazar-Vallejo, 2016
  - Struwela Hartmann-Schröder, 1959
  - Hesionella Hartman, 1939
  - Hesionides Friedrich, 1937
  - Microphthalmus Mecznikow, 1865